# Maria Skłodowska-Curie (powieść)
Maria Skłodowska-Curie – zbeletryzowana biografia Marii Skłodowskiej-Curie pióra Heleny Bobińskiej. Powieść wydana została w 1945, stanowi jeden z pierwszych polskich powojennych utworów biograficznych. 
Mikuláš Stano w 1949 przetłumaczył powieść na język słowacki. 